# 冰川国家公园 (阿根廷)
冰川国家公园 （西班牙語：Parque Nacional Los Glaciares）是巴塔哥尼亞地区的一座国家公园，位于阿根廷圣克鲁斯省，总面积4459 km²。1981年被联合国教科文组织列入世界遗产。
冰川国家公园建立于1937年，是阿根廷第二大的国家公园。公园名称里的“冰川”指的是在安第斯山脉附近的47个巨大的冰盖，其中有13个流向大西洋。国家公园里的冰盖是世界上除了南极和格陵兰以外最大的。在世界的其他地方，冰川至少要在平均海拔高于2500米的高度处才开始形成，但由于这里冰川的规模较大，1500米时即形成了冰川。

## 地理

### 地形
在冰川国家公园中，有30 ％的面积被冰雪覆盖，其他部分是崎岖高耸的山脉。整个公园可分为两部分，每部分分别由两个细长的湖泊组成。
其中之一是面积1,466 km²的阿根廷湖，这个湖泊位于公园的南部，这也是阿根廷最大的一个湖泊。 在湖的远端三条冰河汇合处，乳灰色的冰水倾泄而下，像小圆屋顶一样巨大的流冰带着雷鸣般的轰响冲入湖中。。另外一个湖泊在公园北部，为面积 1,100 km²的别德马湖。 两个湖泊均通过圣克鲁斯河流经圣克鲁斯港，最后注入大西洋。

### 气候
这一地区属于温带，年平均气温7.5℃。平均最低气温为3.3 ℃，6月-8月最冷可至-17℃；平均最高气温为12.0 ℃，每年11月至来年2月，气温平均在10-17℃之间。该公园在安第斯山脉的雨带下，平均降水量809毫米，主要降水在4月至5月。冬季降雪很普遍，春末和夏季发生常发生风暴。 

## 自然

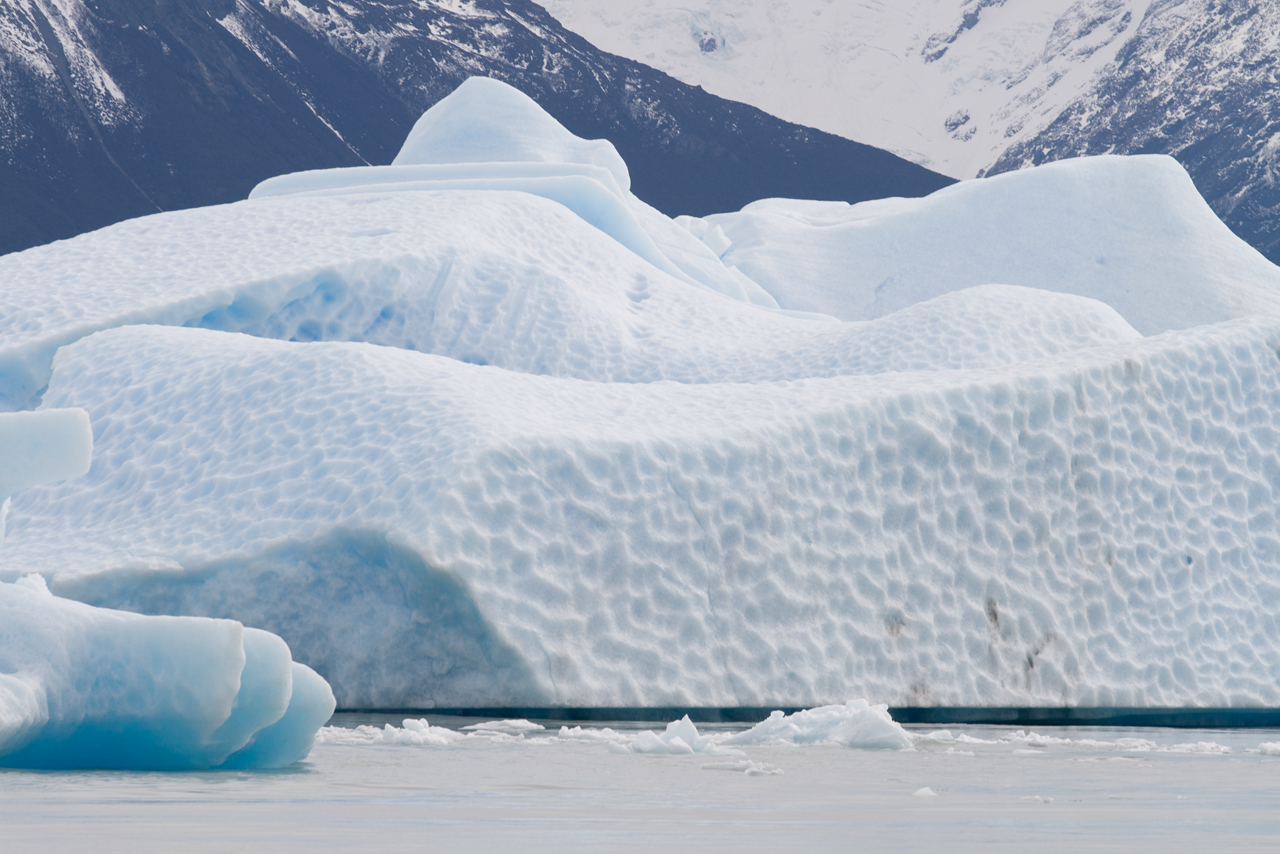
冰山漂浮在靠近的阿普萨拉冰川的阿根廷湖上

阿根廷湖的湖畔生长着高大的针叶松，四周是连绵的山峰，峰顶被白雪覆盖，泛蓝中又带绿色的湖水与山峰的倒影相接。接近冰川的地方能看到湖上漂浮的冰块，在湖水的映衬下，这些冰块就像发出蓝光一样。
冰川国家公园有多条大的冰川，其中，将阿根廷湖隔开成两半的莫雷诺冰川最为壮观。莫雷诺冰川目前还在不断生成，每天都向常温地带推进30厘米。20年前，这里每隔两年左右会发生一次冰川崩塌现象，人们想要看到这一景象，需要預测时间。然而，由于气候变暖的影响和冰舌推进至湖面的常温地带，冰川的融化速率渐渐加快，时常发生冰川崩塌的现象。有时，不到30分钟就会发生一次冰川崩塌，游客因此可以听到冰块落入湖中的隆隆声。